# نيوفيطوس الأول
البطريرك نيوفيطوس الأول
بطريرك أنطاكية وسائر المشرق للروم الأرثوذكس وخليفة بطرس وبولس لكنيسة أنطاكية الأرثوذكسية بين عامي (1673 - 1682) .

## حياته
ولد في عائلة يونانية أصلها من خيوس ، وكان ابن أخ البطريرك إيوثيميوس الرابع .
تلقى تعليمه في المدرسة اليسوعية في دمشق .
وفي عام 1672 تم تعيينه مطراناً لحماة .
بعد وفاة البطريرك مكاريوس الثالث عام 1672 تم مباشرةً انتخاب ابن أخيه بطريركاً بمساعدة حاكم دمشق وتوّج باسم كيريل الخامس .
اعترض على انتخابه بعض الأساقفة بالإضافة إلى بطريرك القدس واعتبروا انتخابه لاغياً كونه لم يكن قد بلغ السن القانوني لتعيينه أسقفاً ، وقاموا بتشجيع المطران نيوفيطوس على أن يكون هو البطريرك . فذهب إلى القسطنطينية وهناك تمت رسامته بطريركاً باسم نيوفيطوس الأول بموجب فرمان من السلطان محمد الرابع وبركة بطريرك القسطنطينية المسكوني ديونيسيوس الرابع ، ويعدّ هذا أول تدخل من البطريركية المسكونية في القسطنطينية بشؤون الكرسي الأنطاكي .
أدى هذا الأمر إلى انقسام الكرسي الأنطاكي إلى مجموعتين ، قسم يدعم كيريل الخامس وقسم يدعم نيوفيطوس الأول ، واستمر هذا الخلاف لمدة تسع سنوات ، حتى انتهى عام 1682 عندما قرر نيوفيطوس التخلي عن الكرسي البطريركي بسبب كثرة ديونه ، فبقي كيريل الخامس هو البطريرك الوحيد ، كما أنه تخلى عن كرسي حماة مقابل تعيينه مطراناً في اللاذقية بلقب البطريرك الفخري .
توفي البطريرك نيوفيطيوس الأول عام 1686